# Perryena leucometopon
Perryena leucometopon ist ein wenig bekannter und erforschter Meeresfisch aus der Unterordnung der Drachenkopfverwandten (Scorpaenoidei) und kommt ausschließlich an der Südküste Australiens vor.

## Merkmale
Perryena leucometopon wird 16 cm lang und besitzt einen schuppenlosen, seitlich abgeflachten Körper, eine lange Schnauze und ein kleines, endständiges Maul. Auf jeder Kopfseite finden sich zwei Nasenöffnungen. Die Haut hat eine körnige Struktur und vertikale Falten an den Körperseiten. Die Kiemenspalten sind klein, die Kiemenmembranen vom Isthmus getrennt. Der Vorkiemendeckel ist mit zwei Stacheln versehen, der Kiemendeckel hat drei, die nach hinten gerichtet sind. Die Rückenflosse ist lang und reicht vom Hinterkopf bis zum Schwanzflossenstiel. Sie wird von 14 oder 15 Flossenstacheln und zehn oder neun verzweigten Weichstrahlen gestützt. Bei der Afterflosse sind es drei Stacheln und sechs oder sieben verzweigten Weichstrahlen. Wie bei verwandten Familien sind die Flossenstacheln von Rücken- und Afterflosse gerillt und mit Giftdrüsen versehen, die bei Verletzung beim Menschen einen für ca. 20 Minuten anhaltenden erheblichen Schmerz verursachen können. Die Brustflossen haben elf bis zwölf Flossenstrahlen, der oberste ist unverzweigt, die übrigen verzweigt. Keiner der unteren steht frei. Die Bauchflossen verfügen über einen Flossenstachel und fünf verzweigte Flossenstrahlen. Die Schwanzflosse hat insgesamt 20 oder 21 Flossenstrahlen, die obere Hälfte drei Nebenflossenstrahlen, ein oder zwei unverzweigte und 5 oder 6 verzweigte Hauptflossenstrahlen, die untere Hälfte drei oder vier Nebenflossenstrahlen, ein oder zwei unverzweigte und 5 oder 6 verzweigte Hauptflossenstrahlen.
Ein dunkles Band erstreckt sich von den ersten zwei Flossenstacheln der Rückenflosse durch die Augen bis zum Maul. Das Scheitelbein ist vom Stirnbein und Supraoccipitale getrennt, der schmale, vordere Abschnitt des Supraoccipitale trennt das paarige Stirnbein. Das Flügelbein hat einen Grat. Das Anguloarticulare, ein Unterkieferknochen, ist konvex. Perryena leucometopon hat elf Wirbel im Abdomen und 17 im Caudalbereich. Die Abdomen- und Caudalwirbel besitzen dorsale und Neural- und Dornfortsätze, die Caudalwirbel zusätzlich Hämalbögen und nach unten gerichtete Dorne. Die Dornfortsätze der ersten zwei Abdomenwirbel nach vorn gerichtet sind.

## Lebensraum und Lebensweise
Perryena leucometopon lebt endemisch an der Südküste Australiens in Felsriffen in flachem Wasser. Das Verbreitungsgebiet reicht vom Saint Vincent-Golf, dem Meeresarm an dem die südaustralische Metropole Adelaide liegt, bis nach Port Denison in Western Australia. Er bewegt sich nur wenig und nur langsam und nutzt seine lange Schnauze wahrscheinlich um in Felsspalten nach wirbellosen Beutetieren, wie Krebse, Würmer oder Muscheln zu suchen.

## Systematik
Perryena leucometopon wurde 1922 durch den australischen Ichthyologen Gilbert Percy Whitley als Congiopodus leucometopon beschrieben und 1940 von
Gilbert Percy Whitley der monotypischen Gattung Perryena zugeordnet. Beide stellten Perryena leucometopon in die Familie der Schweinsfische (Congiopodidae), eine Zuordnung der auch weitere Autoren folgten. 2008 bemerkten zwei japanische Ichthyologen eine Ähnlichkeit der Art mit den Stirnflossern (Tetrarogidae) und 2013 wurde für Perryena leucometopon schließlich die monotypische Familie Perryenidae aufgestellt.
Perryena leucometopon ist nah mit den Steinfischen (Synanceiinae) verwandt. Ein Merkmal, das er mit den Steinfischen teilt ist ein säbelförmiger, der Verteidigung dienender Auswuchs des Lacrimale, der Tränensäbel. Smith, Everman und Richardson schlagen des halb vor, die Familie Perryenidae herabzustufen und als Unterfamilie den Synanceiidae zuzuordnen. Dies wurde im Januar 2022 in Eschmeyer's Catalog of Fishes, einer Onlinedatenbank zur Fischsystematik, so übernommen.